# もう頬づえはつかない
『もう頰づえはつかない』（もうほおづえはつかない）は、日本の小説家・見延典子の小説。早稲田大学第一文学部文芸科の卒業制作として書かれ、『早稲田文学』に発表された。1978年11月、講談社より刊行。
1979年に映画化された。

## 小説
1978年、早稲田大学文学部文芸科の学生だった見延典子が卒業小説として講談社より発表。一人の女子大生が体験する愛や性を二人の男子学生の存在により描く。女性読者から 「まるで自分のことが書かれているようだ」 と言わしめるリアルな性体験を渇いた筆致と醒めた視点（観点）から淡々と綴った本作は同世代の学生やOLを中心に脚光を浴び、熱烈な支持を受ける。程なく世代を超えて話題となり、総計50万部を売り上げるベストセラーとなる。

## 映画
1979年に東陽一監督によってATGで映画化、配給された。出演者は桃井かおり、奥田瑛二、森本レオ、伊丹十三、加茂さくら、日夏たより、伊佐美津江、織本順吉など。桃井の演技は、高い評価を得た。
村上弘明が終盤の短い出演でデビューしているが、当初主演の男女二人は新人でいくつもりでオーディションで村上に決まっていたが、桃井かおりが相手役と決まり釣り合いを考えて監督が奥田英二（現：奥田瑛二）に主演を変えた。

### あらすじ(映画)
1970年代の東京。まり子は女子寮で暮らす平凡な大学生である。娘に帰って欲しい母親からは仕送りを止められ、アルバイトで生活するまり子。一年ほどルポライターで男臭い恒雄と付き合っていたが、恒雄が不意に姿を消した後は、軽薄な大学生の橋本と好きでもないのに成り行きで男女の関係になっていた。
まり子のバイト先の美容室で、オーナーのトキ子が痴情のもつれから夫の足を刃物で刺した。刑事事件にはならず夫婦は撚りを戻したが、まり子はバイトを失う。そんな時、半年ぶりに恒雄が姿を現した。嫉妬して恒雄に突っかかる橋本。だが、一溜まりもなく恒雄にふっ飛ばされた。
やがてまり子は妊娠に気付く。中絶するには相手の男性のサインが必要で、恒雄と連絡を取ろうとしたが、やっと電話をかけて来た恒雄は話も聞かず、一方的に30万の金を作れと要求した。別居中で東京に住む父親と会ってはみたが、まり子は金のことが言い出せない。
帰省先で就職を決めて東京に戻った橋本はまり子との結婚を考えていた。だが、まり子はひっそりと産婦人科医院に訪れ、恒雄のサインを偽造して中絶手術を受ける。帰りに花屋でカスミソウを買ったまり子は、帰宅して花を飾り、冷蔵庫から出したセロリを部屋の隅に座って黙々と食べる。橋本には別れの“書き置き”を一枚残して終わりにした。
会って妊娠について話しても「堕ろせ」としか言わない恒雄。彼は、ヤクザ関連の記事が原因で30万を払えと脅され逃げ回っていたのだ。自分のことしか考えない恒雄に幻滅してまり子は席を立つ。その後、女子寮を退去するために１人で元気に荷造りするまり子の明るい姿があった。

### キャスト
まり子
演 - 桃井かおり
早稲田大学文学部の学生（学年は不明）。女子のみの共同アパートの2階に住んでおり、男子禁制だが大家の目を盗んで恋人などを部屋に出入りさせている。以前は薬科大学に通っていたがある日恒雄と出会ったことで衝動的に中退し、早稲田大学に入り直した。橋本と一緒の部屋で暮らし始めて4日目で、冒頭で彼にせがまれて男女の関係となる。物語の冒頭で電話応対のアルバイトを辞めた後、美容室でバイトを始め、シャンプーや掃除などの作業をする。酒に酔った時は泣き上戸で、悲観的な考え方でヒステリックになる。その後美容室側の都合でバイトができなくなり、ショッピングセンターの婦人服売り場のバイトを始める。
橋本
演 - 奥田瑛二
まり子とは別の大学に通う大学生。物語の冒頭では、まり子がする電話応対のバイト仲間。まり子のことを「まりちゃん」と呼び、彼女からは「橋本くん」と呼ばれている。まり子とはただのバイト仲間だったが彼女の勤務最終日にコンサートに誘い、一緒に見に行ったことがきっかけで異性として親しくなる。軟派でガサツな性格で、まり子とエッチすることばかり考えている。アパートで一人暮らしをしているが、コンサート以降まり子の部屋に時々訪れては男女の関係を持つようになる。ほどなくして、吉野家でバイトを始める（電話応対のバイトを辞めたのか、掛け持ちなのかは不明）。実家は、鹿児島県にある。避妊具を付けての性行為を物足りなく感じており、自分が避妊具を付けなくていいよう、後日まり子にピルを飲むよう勧める。
恒雄
演 - 森本レオ
まり子の恋人で、元同棲相手。まり子より数歳年上の全共闘世代。ルポライターとして働く。半年前に突然同棲を辞めてまり子の部屋を出て以降、多忙で自宅を留守にしていることが多くなかなか連絡も取れない状態が続いている。実家は、秋田県にある。喧嘩っ早い性格で、作中で自転車に乗った見ず知らずの他人とトラブルになりかけたり、別の人と喧嘩して怪我を負ったこともある。物語の前半で三流雑誌で初めてライターの仕事をもらうが、その後行き詰まったため一旦故郷に帰る。また、仕事がいまいち軌道に乗らないことが影響して、まり子との関係に徐々に微妙な変化が起き始める。
大家・高見沢
演 - 伊丹十三
まり子が暮らすアパートの大家。住人の女子学生たちが男性を部屋に連れ込まないか、時々アパートの玄関などで目を光らせている。金欠を理由に2ヶ月分の家賃を滞納しているまり子に、妻・幸江が働く美容室でのバイトを紹介する。普段はアパートの郵便受けのペンキを塗ったり、妻の美容室の壊れた物干しの修繕などを行っている。趣味は、クロッキーを描くこと。
美容師・幸江
演 - 加茂さくら
高見沢の妻。作中では、「トキ子」と呼ばれている。「トキ子美容室」の店長。ユミ子やまり子からは「先生」と呼ばれている。客の髪をカットなどしながら、新人バイトとなったまり子に仕事のやり方を教える。美容室には時々、夫が暇つぶしに訪れているが、後日夫に他に女がいると疑い始める。
見習い・ユミ子
演 - 伊佐美津江
トキ子美容室の美容師見習い。シングルマザーで、子供がいる。新人のまり子に先輩として仕事を教えたり、2人で客の着物の着付けなどをする。また、まり子より人生経験があるため、まり子に高見沢と幸江の夫婦関係などについて考えを伝える。
明美
演 - 日夏たより
橋本と同じアパートの住人。デザイン学校の学生。医療関係のバイトをしている関係で多くのピル（女性用避妊薬）を持っており、ある日橋本がまり子を引き連れて自宅にピルをもらいに来る。以前から、女性が恋人などからピルを飲むよう仕向けられていることに不満を持っており、自宅に来た橋本に女性の一人としてその不満をぶつける。
女子大生・治子
演 - 都倉成美
早稲田大学の学生で、まり子の友人。休み時間などに大学構内でまり子と雑談をしたり、一緒に昼食を取るなどしている。恋人はいるが、今のところ結婚は考えておらず、まり子に恋愛の悩みを相談する。赤色が好きなのか、作中ではいつも赤色系の服を着ている。
まり子の父
演 - 織本順吉
役所務めをしていたが、作中でパブの支配人に転職する。娘想いな性格。まり子とここ最近会っていなかったが、彼女の妊娠発覚後に久しぶりに2人で外食する。他所に女がおり、妻と別れたがっているが妻から離婚届に判を押してくれない状態が続いている。
恒雄が暮らすアパートの住人
演 - 根岸明美
中年女性。ある日恒雄の玄関ドアをノックするまり子と出会い、留守が多い彼に用があるならメモを扉の隙間に差し込むよう助言する。その直後に現れた親しい同年代の女性住人と、恒雄とまり子の男女の関係について品のない会話をする。
ナンパ男
演 - 村上弘明
（本作の終盤）9月頃のある夜、繁華街を歩くまり子に「一緒にお茶飲まない？」と声をかける。

### スタッフ
- 監督 - 東陽一
- 脚本 - 小林竜雄、東陽一
- 原作 - 見延典子「もう頬づえはつかない」（講談社刊）
- 企画 - 多賀祥介
- 製作 - 有馬孝、工藤英博
- 撮影 - 川上皓市
- 美術 - 綾部郁郎
- 音楽 - 田中未知
- 主題歌 - 荒井沙知
- 録音 - 久保田幸雄
- 照明 - 磯崎英範
- 編集 - 市原啓子
- 作詞 - 寺山修司
- 音楽製作 - 古俣則夫
- 助監督 - 栗原剛志
- スチル - 山田脩二

### 受賞
- 第22回ブルーリボン賞
  - 主演女優賞／桃井かおり（『男はつらいよ 翔んでる寅次郎』『神様のくれた赤ん坊』との三作）
- 第3回日本アカデミー賞
  - 主演女優賞／桃井かおり（『男はつらいよ 翔んでる寅次郎』『神様のくれた赤ん坊』との三作）
- 第34回毎日映画コンクール
  - 日本映画優秀賞
  - 主演女優賞（桃井かおり）
- 第53回キネマ旬報ベスト・テン
  - 主演女優賞（桃井かおり）

### 主題歌

#### 概要
作詞：寺山修司、作曲：田中未知、編曲：J. A.シーザーの「天井桟敷」ゴールデン・トリオにより制作された。歌唱は荒井沙知。発売元はビクター。7インチシングル盤規格品番：SV-6621。1979年8月発売。
B面曲の「しゃぼん玉消えた」も同一作家陣による作品である。「もう頰づえはつかない」「しゃぼん玉消えた」共にCD化済。
2003年6月4日、『寺山修司 作詞＋作詩集』の『作詞集』の締め括りとして本作が収録、再CD化されソニー・ミュージックエンタテインメントより発売（ISRC：JPVI07907630）。
2007年2月25日、荒井沙知のアルバム『赤い鳥ひとり』がCD化され発売された折、「もう頰づえはつかない」「しゃぼん玉消えた」共にボーナストラックとして収録された（販売：SHOWBOAT、規格品番：SWAX-79）。
本作は後に日吉ミミ、橋本美香らによってカヴァーされている。

#### 備考
- 「もう頰づえはつかない」のJASRAC作品コードは、087-2657-4[7]。
- 「しゃぼん玉消えた」のJASRAC作品コードは、040-2826-1[7]。
- 上記二作品とも、出版者は、ビクターミュージックアーツ株式会社（Victor Music Arts, Inc.）が登録されている[7]。

### サウンド・トラック
「もう頰づえはつかない 桃井かおり」

#### Side A
1. まり子の一日
2. 橋本とのくらし
3. 恒雄とのくらし（回想）

#### Side B
1. ピルの夜
2. 帰って来た恒雄
3. ホテルの一夜
4. 橋本の帰京
5. わかれ
6. 主題歌／ 「もう頰づえはつかない」（唄：荒井沙知）

- 作曲：田中未知
- 編曲：J. A.シーザー
- 構成：東陽一 ・ 田中未知
  - ※ 桃井かおりの音源は収録されていない。

1979年　ビクター：規格品番 / LP：KVX-1059 / CT：VCK-1427